# Diócesis de Búfalo
La diócesis de Búfalo (en latín: Dioecesis Buffalen(sis) y en inglés: Roman Catholic Diocese of Buffalo) es una circunscripción eclesiástica latina de la Iglesia católica en Estados Unidos, sufragánea de la arquidiócesis de Nueva York. La diócesis tiene al obispo Michael William Fisher como su ordinario desde el 1 de diciembre de 2020.

## Territorio y organización

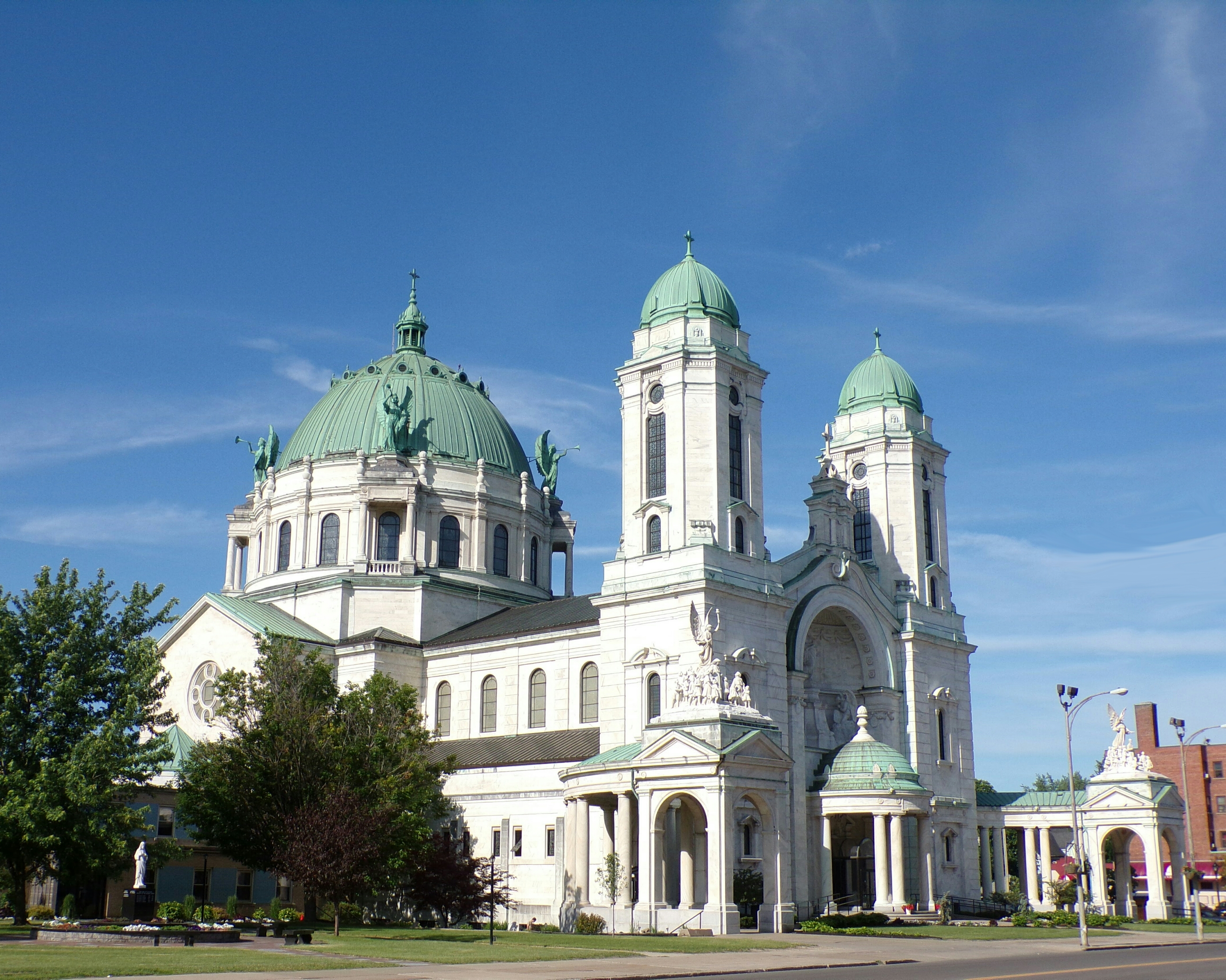
Basílica de Nuestra Señora de la Victoria, en Lackawanna

La diócesis tiene 16 511 km² y extiende su jurisdicción sobre los fieles católicos de rito latino residentes en el estado de Nueva York en los condados de: Allegany, Cattaraugus, Chautauqua, Erie, Genesee, Niagara, Orleans y Wyoming.
La sede de la diócesis se encuentra en la ciudad de Búfalo, en donde se halla la Catedral de San José. En el territorio de la diócesis existen tres basílicas menores: Santa María de los Ángeles, en Olean, Nuestra Señora de Fátima, en Lewiston, y Nuestra Señora de la Victoria, en Lackawanna.
En 2020 en la diócesis existían 161 parroquias.

## Historia
La diócesis fue erigida el 23 de abril de 1847 con el breve Universi dominici gregis del papa Pío IX, obteniendo el territorio de la diócesis de Nueva York (hoy arquidiócesis).
Originalmente sufragánea de la arquidiócesis de Baltimore, el 19 de julio de 1850 pasó a formar parte de la provincia eclesiástica de la arquidiócesis de Nueva York.
El 3 de marzo de 1868 cedió una porción de territorio para la erección de la diócesis de Rochester mediante el breve Summi apostolatus del papa Pío IX. El 10 de diciembre de 1896 mediante el breve Quum ex apostolico del papa León XIII, cedió cuatro condados a la diócesis de Rochester: Chemung, Schuyler, Steuben y Tioga.
El 12 de septiembre de 2018, gracias a una filtración de archivos eclesiásticos, se supo que 106 religiosos de la diócesis de Búfalo contaban con acusaciones creíbles de abuso sexual infantil, un número mucho más alto que los 42 reconocidos por la diócesis en marzo de ese año. Varios antiguos obispos —incluido Richard Joseph Malone, entonces en el cargo— fueron acusados de proteger de la acción de la Justicia a algunos de esos "sacerdotes depredadores" así como a al menos una monja, y de trasladar a otros a diversas parroquias para eludir las investigaciones. Hasta el 28 de mayo de 2019, el programa de compensaciones de la diócesis ya había abonado 17.5 millones de dólares a 106 víctimas de abusos. En septiembre también se destapó que la diócesis ocultaba dinero a través de obras de caridad al tiempo que planeaba acogerse a la bancarrota debido a dificultades financieras provocadas por las 152 demandas recibidas por abusos sexuales. En octubre, el número de clérigos de la Diócesis de Búfalo implicados se había elevado hasta los 178. A raíz de estos escándalos, el papa Francisco aceptó la renuncia del obispo Malone el 4 de diciembre de 2019.
El 28 de febrero de 2020, la diócesis se declaraba oficialmente en bancarrota tras las numerosas demandas por abusos sexuales interpuestas contra ella (más de quinientas). Semanas antes la diócesis anunciaba el cese de la actividad del Seminario de Cristo Rey en East Aurora. El 23 de noviembre de 2020, la fiscal general de Nueva York Letitia James presentó una querella civil contra la diócesis de Búfalo, el obispo emérito Richard J. Malone y el obispo auxiliar emérito Edward M. Grosz alegando malversación de fondos para encubrir presuntos abusos sexuales cometidos por más de dos docenas de sacerdotes.

## Estadísticas
De acuerdo al Anuario Pontificio 2021 la diócesis tenía a fines de 2020 un total de 732 500 fieles bautizados.
| Año                                                                             | Población            | Población | Población      | Sacerdotes | Sacerdotes    | Sacerdotes    | Bautizados por sacerdote | Diáconos permanentes | Religiosos | Religiosos | Parroquias |
| Año                                                                             | Bautizados católicos | Total     | % de católicos | Total      | Clero secular | Clero regular | Bautizados por sacerdote | Diáconos permanentes | Varones    | Mujeres    | Parroquias |
| ------------------------------------------------------------------------------- | -------------------- | --------- | -------------- | ---------- | ------------- | ------------- | ------------------------ | -------------------- | ---------- | ---------- | ---------- |
| 1950                                                                            | 640 501              | 1 307 432 | 49.0           | 908        | 528           | 380           | 705                      |                      | 454        | 2816       | 250        |
| 1959                                                                            | 847 554              | 1 690 206 | 50.1           | 1087       | 579           | 508           | 779                      |                      | 619        | 2939       | 265        |
| 1966                                                                            | 913 640              | 1 806 895 | 50.6           | 1185       | 637           | 548           | 771                      |                      | 656        | 3592       | 270        |
| 1968                                                                            | 948 669              | 1 882 434 | 50.4           | 1151       | 625           | 526           | 824                      |                      | 653        | 3302       | 266        |
| 1976                                                                            | 925 873              | 1 758 355 | 52.7           | 1024       | 628           | 396           | 904                      |                      | 526        | 2607       | 275        |
| 1980                                                                            | 800 125              | 1 716 725 | 46.6           | 872        | 574           | 298           | 917                      | 36                   | 403        | 2411       | 298        |
| 1990                                                                            | 789 723              | 1 591 768 | 49.6           | 737        | 509           | 228           | 1071                     | 74                   | 289        | 1780       | 292        |
| 1999                                                                            | 741 506              | 1 587 808 | 46.7           | 633        | 435           | 198           | 1171                     | 92                   | 46         | 1446       | 265        |
| 2000                                                                            | 731 008              | 1 565 471 | 46.7           | 607        | 416           | 191           | 1204                     | 94                   | 236        | 1400       | 266        |
| 2001                                                                            | 725 452              | 1 553 471 | 46.7           | 583        | 404           | 179           | 1244                     | 100                  | 221        | 1362       | 266        |
| 2002                                                                            | 713 752              | 1 591 708 | 44.8           | 570        | 397           | 173           | 1252                     | 103                  | 219        | 1317       | 266        |
| 2003                                                                            | 709 258              | 1 581 686 | 44.8           | 547        | 384           | 163           | 1296                     | 103                  | 210        | 1272       | 265        |
| 2004                                                                            | 707 981              | 1 578 922 | 44.8           | 539        | 377           | 162           | 1313                     | 104                  | 210        | 1218       | 265        |
| 2006                                                                            | 694 992              | 1 570 179 | 44.3           | 513        | 361           | 152           | 1354                     | 112                  | 200        | 1116       | 264        |
| 2010                                                                            | 710 000              | 1 607 000 | 44.2           | 434        | 319           | 115           | 1635                     | 126                  | 160        | 964        | 236        |
| 2012                                                                            | 721 000              | 1 632 000 | 44.2           | 414        | 306           | 108           | 1741                     | 124                  | 144        | 880        | 164        |
| 2015                                                                            | 730 000              | 1 538 064 | 47.5           | 393        | 299           | 94            | 1857                     | 139                  | 129        | 800        | 163        |
| 2018                                                                            | 727 125              | 1 527 681 | 47.6           | 379        | 293           | 86            | 118                      | 133                  | 110        | 659        | 161        |
| 2020                                                                            | 732 500              | 1 539 080 | 47.6           | 370        | 286           | 84            | 1979                     | 129                  | 107        | 546        | 161        |
| Fuente: Catholic-Hierarchy, que a su vez toma los datos del Anuario Pontificio. |                      |           |                |            |               |               |                          |                      |            |            |            |

### Escuelas elementales
- Archbishop Walsh High School, Olean
- Bishop Timon – St. Jude High School, Búfalo
- Búfalo Academy of the Sacred Heart, Búfalo
- Canisius High School, Búfalo
- Cardinal O'Hara High School, Pueblo de Tonawanda
- Holy Angels Academy, Búfalo
- Immaculata Academy, Hamburg
- Mount Mercy Academy, Búfalo
- Mount Saint Mary Academy, Kenmore
- Nardin Academy, Búfalo
- Niagara Catholic High School, Niagara Falls
- Notre Dame High School, Batavia
- Saint Francis High School, Athol Springs
- St. Joseph's Collegiate Institute, Búfalo
- St. Mary's High School, Lancaster

## Episcopologio
- John Timon, C.M. † (23 de abril de 1847-16 de abril de 1867 falleció)
- Stephen Michael Vincent Ryan, C.M. † (3 de marzo de 1868-10 de abril de 1896 falleció)
- James Edward Quigley † (12 de diciembre de 1896-8 de enero de 1903 nombrado arzobispo de Chicago)
- Charles Henry Colton † (20 de mayo de 1903-9 de mayo de 1915 falleció)
- Dennis Joseph Dougherty † (9 de diciembre de 1915-1 de mayo de 1918 nombrado arzobispo de Filadelfia)
- William Turner † (10 de marzo de 1919-10 de julio de 1936 falleció)
- John Aloysius Duffy † (5 de enero de 1937-27 de septiembre de 1944 falleció)
- John Francis O'Hara, C.S.C. † (10 de marzo de 1945-23 de noviembre de 1951 nombrado arzobispo de Filadelfia)
- Joseph Aloysius Burke † (9 de febrero de 1952-16 de octubre de 1962 falleció)
- James Aloysius McNulty † (12 de febrero de 1963-4 de septiembre de 1972 falleció)
- Edward Dennis Head † (23 de enero de 1973-18 de abril de 1995 retirado)
- Henry Joseph Mansell (18 de abril de 1995-20 de octubre de 2003 nombrado arzobispo de Hartford)
- Edward Urban Kmiec † (12 de agosto de 2004-29 de mayo de 2012 retirado)
- Richard Joseph Malone (29 de mayo de 2012-4 de diciembre de 2019 renunció)[18]
- Michael William Fisher, desde el 1 de diciembre de 2020